# Parepilysta sedlaceki
Parepilysta sedlaceki là một loài bọ cánh cứng trong họ Cerambycidae.